# Boron (Territoire de Belfort)
Boron település Franciaországban, Territoire de Belfort megyében. Lakosainak száma 490 fő (2022. január 1.). Boron Vellescot, Faverois, Florimont, Grandvillars, Grosne és Joncherey községekkel határos.

## Népesség
A település népességének változása:
| Lakosok száma | 444  | 463  | 481  | 480  | 484  | 488  | 489  | 489  | 490  |
|               | 2013 | 2015 | 2016 | 2017 | 2018 | 2019 | 2020 | 2021 | 2022 |